# Мајрон Шоулс
Мајрон Самјуел Шоулс (енгл. Myron Samuel Scholes; Тиминс, Онтарио, 1. јул 1941) је амерички стручњак за финансијску економију канадског порекла који је познат као један од твораца формуле Блек-Шоулс. Заједно са Робертом С. Мертоном добитник је Нобелове награде за економију 1997. за нови метод одређивања вредности деривата.